# Thomas Thynne, 5:e markis av Bath
Thomas Henry Thynne, 5:e markis av Bath, född den 16 juli 1862, död den 9 juni 1946, var en brittisk politiker, son till John Thynne, 4:e markis av Bath.
Thynne var 1886–1892 och 1895–1896 ledamot av underhuset, ärvde sistnämnda år vid faderns död markistiteln och var en kort tid 1905 i Balfours ministär understatssekreterare för Indien. Han fick Strumpebandsorden och blev 1922 invald i Privy Council.